# Parc central de Shinjuku
Pour les articles homonymes, voir Parc Central.
Le parc central de Shinjuku est un petit espace vert situé dans l'ouest de l'arrondissement de Shinjuku, Nishi-Shinjuku, 2-chome, Tokyo, Japon. Le parc est bordé par Honnan Dor ou Kita Dori au nord, Junisha Dori à l'ouest, Suido Dori ou Minami Dori au sud et Koen Dori à l'est. Le parc est entouré par quelques-uns des plus hauts immeubles de Tokyo dont le siège du gouvernement métropolitain de Tokyo 1 et 2, le Hyatt Regency Tokyo, le Park Hyatt et d'autres immeubles d'hôtels et de bureaux.
L'aménagement du parc est très simple. C'est un parc très accessible pour les nombreux employés de bureau du quartier qui y passent leur temps de déjeuner. Y sont également déposés les biens des sans domicile soigneusement enveloppés dans du plastique bleu prêt à être déballés pendant la nuit.
Le parc central de Shinjuku est distinct des jardins impériaux de Shinjuku, aussi appelés Shinjuku Gyoen et situés du côté sud-est de la gare de Shinjuku.
Juste à côté du parc se trouve la station de métro Tochōmae, qui fait partie de la ligne Ōedo.

## Référence
- (en) Cet article est partiellement ou en totalité issu de l’article de Wikipédia en anglais intitulé « Shinjuku Central Park » (voir la liste des auteurs).